# Scymnus blackburni
Scymnus blackburni es una especie de escarabajo del género Scymnus, familia Coccinellidae. Fue descrita científicamente por Ślipiński, Pang & Booth en 2012.
Se distribuye por Australia y Nueva Zelanda.